# SuperDrive

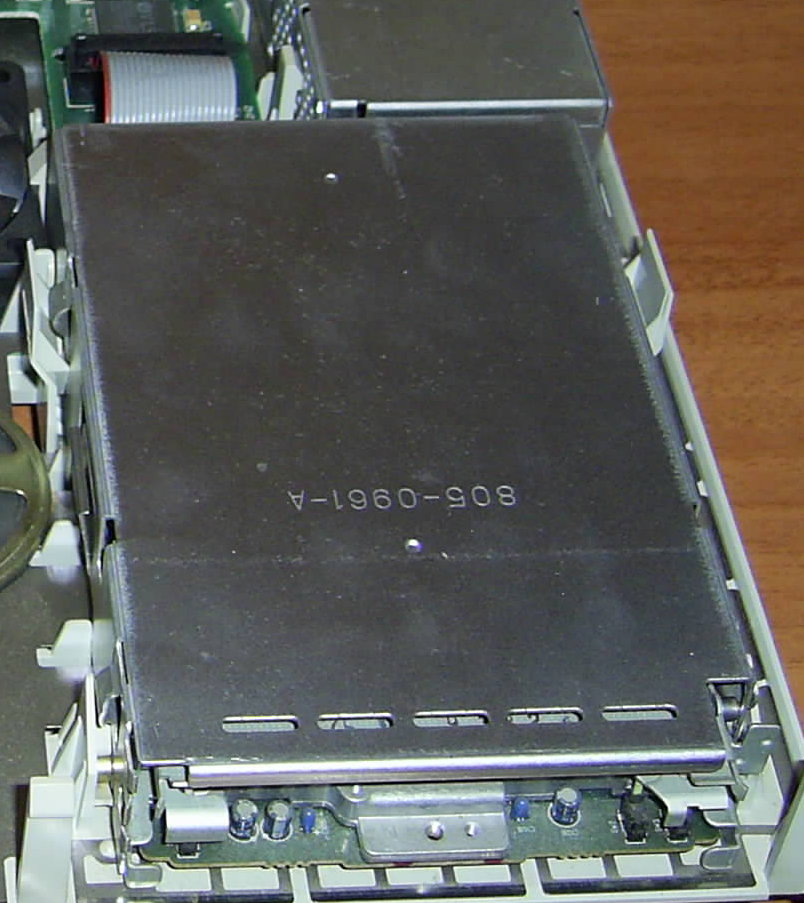
Un lecteur de disquette SuperDrive dans un Macintosh LC II.

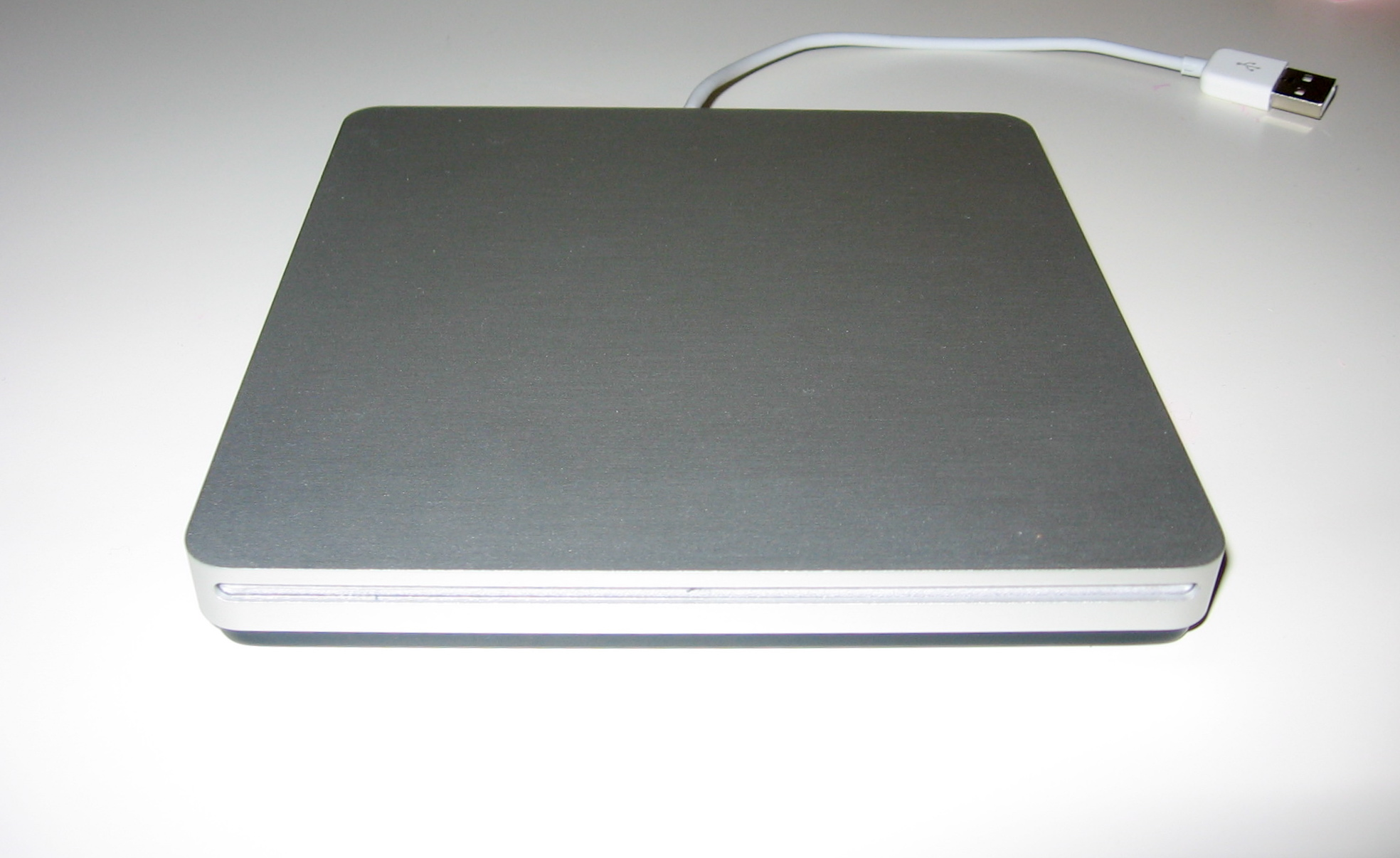
SuperDrive externe du MacBook Air

SuperDrive est une marque déposée par Apple utilisée entre 1988 et 1999 pour désigner un lecteur de disquette haute densité de 3,5 pouces et, depuis 2001, un lecteur optique capable de lire et graver des CD et des DVD. 

## Lecteur de disquette
Le mot SuperDrive est apparu en 1988 pour désigner le lecteur de disquette 1,44 Mo 3,5 pouces d'Apple. Il remplaça l'ancien lecteur de disquette 800 ko qui était présent sur les Macintosh depuis leur lancement.

## Lecteur optique
Le lecteur optique SuperDrive est une évolution du lecteur Combo. Le lecteur Combo lit les DVD et les CD, mais il est capable de graver uniquement les CD‑R / CD‑RW. Le SuperDrive, lui, est capable de graver les CD et les DVD. 
Contrairement à la majorité des lecteurs optiques sur le marché, qui utilisent un système de tiroir, les lecteurs optiques qui équipent les ordinateurs Apple sont généralement de type mange-disque. Le SuperDrive est conforme à cette tradition.
Il existe des versions internes du lecteur et une version externe. La version externe est une extension optionnelle du MacBook Air et n'est compatible qu'avec cet ordinateur ainsi que le dernier iMac (2013), le Mac mini (2011) et le MacBook Pro avec écran Retina (2012) (les ports USB sont sur-alimentés sur ces ordinateurs et permettent ainsi le fonctionnement du lecteur externe).